# Klimavitchy
Klimavitchy (en biélorusse : Клімавічы, en łacinka : Klimavičy) ou Klimovitchi (en russe : Климовичи) est une ville de la voblast de Moguilev, en Biélorussie, et le centre administratif du raïon de Klimavitchy. Sa population s'élevait à 16 346 habitants en 2017.

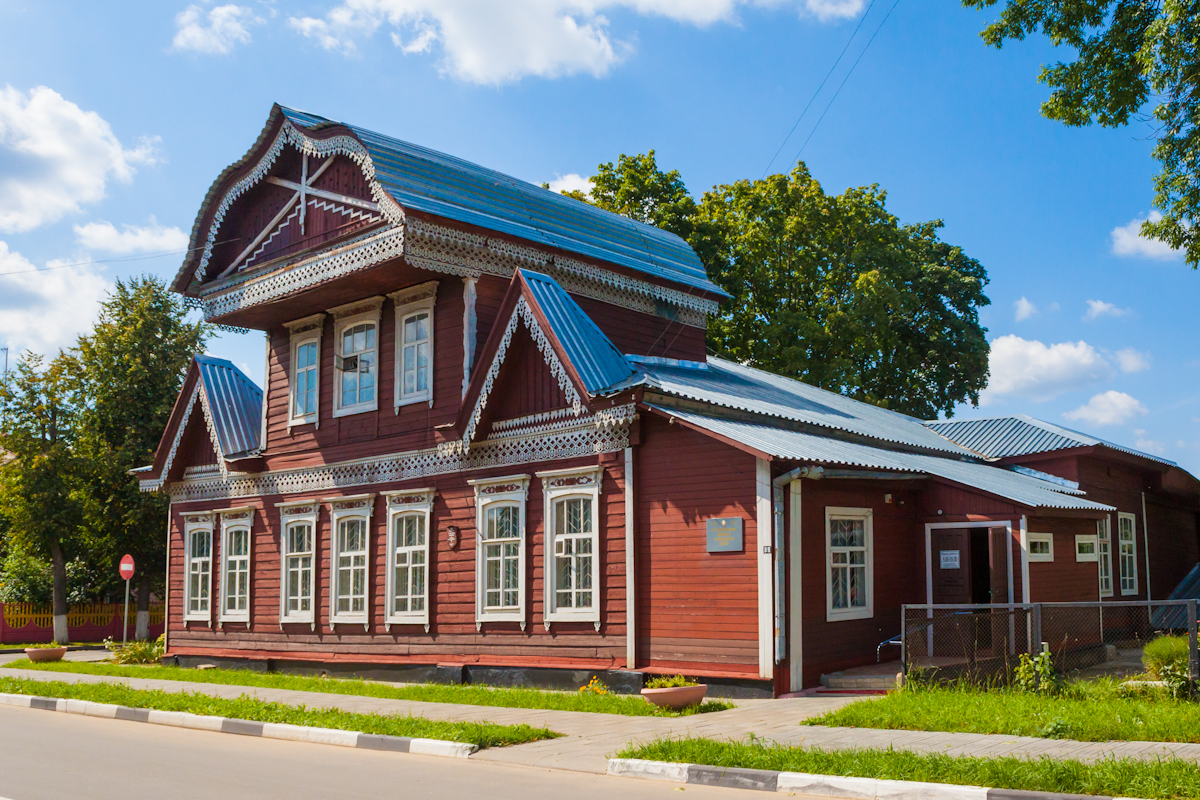
Maison à Klimavitchy.

## Géographie
Klimavitchy se trouve à 111 km à l'est-sud-est de Moguilev et à 291 km à l'est de Minsk.

## Histoire
La première mention de Klimavitchy figure dans des documents du XIVe siècle relatifs à la famille Osmolovskiy. Au début du XVIIe siècle, elle fit partie de la voïvodie de Mstislaw du Grand Duché de Lituanie. En 1626, un couvent dominicain y fut établi. Après la première partition de la Pologne, en 1772, Klimavitchy fut incorporée à l'Empire russe. En 1777, elle reçut le statut de ville et devint peu après un centre administratif d'ouïezd du gouvernement de Moguilev. En 1781, Klimavitchy reçut ses armoiries : une abeille d'or sur un champ bleu. D'après le recensement de 1897, la ville comptait 4 714 habitants, dont 50,2 pour cent d'orthodoxes, 47,9 pour cent de juifs et 1,5 pour cent de catholiques. Au début du XXe siècle, il y avait 18 rues, 2 places, 750 bâtiments, 3 églises orthodoxes, 4 écoles de formation professionnelle, 25 ateliers, une imprimerie, un hôpital, une pharmacie, des lycées pour les filles et les garçons. En juin 1924, Klimavitchy devint un centre administratif de raïon. Une nouvelle ligne de chemin de fer commença à desservir la ville en 1929. Sa population s'élevait à 9 550 habitants en 1939.
Pendant la Seconde Guerre mondiale, la ville fut occupée par l'Allemagne nazie à partir du 10 août 1941. Une organisation de résistance de jeunes y fut active la guerre. La communauté juive de Klimavitchy fut exterminée dans le cadre de la Shoah par balles. Les exécutions de masse eurent lieu fin août 1941, le 6 novembre 1941, fin novembre 1941 et avril 1943. On estime entre 750 à 900 le nombre de victimes de ces massacres. Le 28 septembre 1943, Klimavitchy fut libérée par le front de Briansk de l'Armée rouge.
La ville et son raïon furent très affectés par la catastrophe de Tchernobyl, en 1986.

## Population
Recensements (*) ou estimations de la population :
| 1897  | 1923* | 1926* | 1939* | 1959*  |
| ----- | ----- | ----- | ----- | ------ |
| 4 714 | 6 506 | 7 590 | 9 551 | 11 586 |

| 1970*  | 1979*  | 1989*  | 1999*  | 2009*  |
| ------ | ------ | ------ | ------ | ------ |
| 12 723 | 14 953 | 16 535 | 17 100 | 17 064 |

| 2013   | 2014   | 2015   | 2016   | 2017   |
| ------ | ------ | ------ | ------ | ------ |
| 16 383 | 16 263 | 16 374 | 16 445 | 16 346 |

## Économie
L'économie locale compte plusieurs entreprises de produits alimentaires (boulangerie, liqueurs et vodka, laiterie), de matériaux de construction et de produits métalliques.

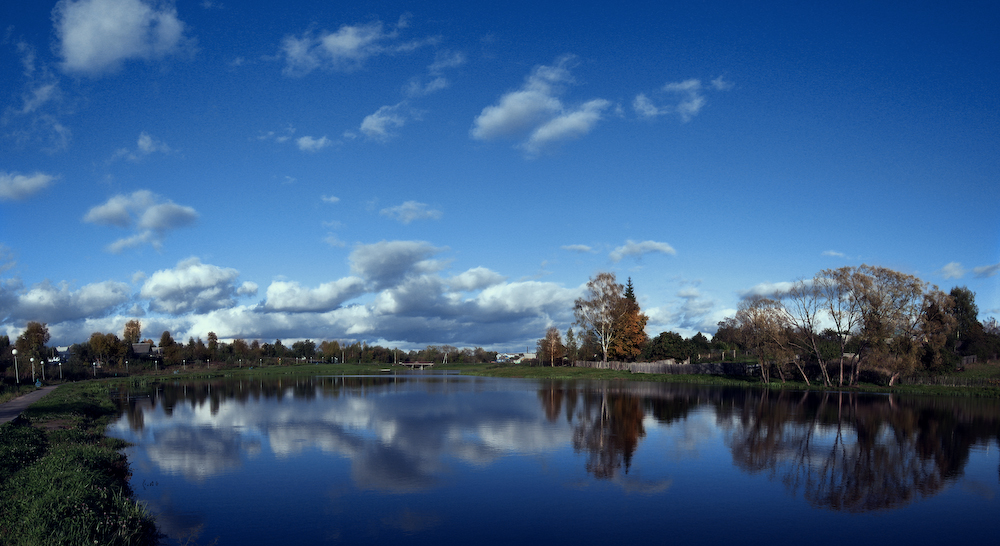
Klimavitchy : kalinitsa.